# Gouvernement Miitig
État de Libye
Zeidan Zeidan
Le gouvernement Ahmed Miitig est le gouvernement de la Libye du 25 mai au 9 juin 2014.

## Historique
Ahmed Miitig est élu chef du gouvernement libyen le 4 mai 2014, mais son élection fait l'objet de contestations quant à sa validité.  Le 5 mai 2014, le Parlement valide son élection, qui est cependant contestée par son vice-président.
Il est investi le 25 mai lors d'une discrète cérémonie, mais le chef du gouvernement sortant refuse de lui céder le pouvoir, alors que le Parlement est divisé en deux factions.
Le 3 juin, son gouvernement prend possession du siège du gouvernement. 
Enfin le 5 juin, son élection est invalidée par la Cour suprême, décision confirmée le 9 juin suivant .

## Composition
| Portefeuille                                     | Ministre                      |
| ------------------------------------------------ | ----------------------------- |
| Premier ministre                                 | Ahmed Miitig                  |
| Premier vice-Premier ministre                    | Abdel Karim Mohammed al-Arida |
| Deuxième vice-Premier ministre                   | Khalifa Saleh Ibdiwi          |
| Ministre de la Communication et de l'Information | Saleh Mohamed al-Aqta         |
| Ministre du Logement et des Services publics     | Fayez el-Sarraj               |
| Ministre des Médias                              | Khalid Osman al-Fadil         |
| Ministre de l'Économie                           | Fathi Amar Wanis              |
| Ministre des Wakfs et des Affaires islamiques    | Abdallah Ali al-Agili         |
| Ministre de la Coopération internationale        | Essam Abdallatif Gurba        |
| Ministre de l'Éducation                          | Fawzia Baryon                 |
| Ministre de l'Enseignement supérieur             | Saïd Souleiman Mayouf         |
| Ministre de la Culture                           | Tourkiya Abdoul Hafid Alwar   |
| Ministre du Gouvernement local                   | Abdoulbari Moustafa Shinbaru  |
| Ministre de l'Intérieur                          | Aref al-Khoja                 |
| Ministre de l'Agriculture                        | Mohamed Abdoul Ali Al-Obeidi  |
| Ministre de la Jeunesse et des Sports            | Abdoul Salam Abdullah Ghwiyla |
| Ministre d'État des blessés                      | Adel Hassan Al-Mahichi        |
| Ministre des Affaires sociales et des Déplacés   | Intissar Moubarak al-Agili    |
| Ministre de la Justice                           | Omar Abdel Al-Khaliq          |
| Ministre du Travail                              | Mohammed al-Fitouri Swalim    |
| Ministre des Finances                            | Miloud Ahmed Khalifa Hamid    |
| Ministre des Transports                          | Abdelgader Mohammed al-Ayeb   |